# هولبرووك (نيويورك)
هولبرووك (بالإنجليزية: Holbrook)‏ هي قرية غير مضمنة في ولاية نيويورك الأمريكية. يبلغ عدد سكانها حسب تعداد سنة 2000: 27,512 نسمة. ويبلغ عددهم حسب تقدير 2007 حوالي:28,000 نسمة.

## التركيبة السكانية
حدّد مكتب تعداد الولايات المتحدة بيانات التركيبة السكانية لهولبرووك في تعداد الولايات المتحدة. في ما يلي، التركيبة السكانية حسب تعدادي 2000 و2010.

### تعداد عام 2000
بلغ عدد سكان هولبرووك 27,512 نسمة بحسب تعداد عام 2000، وبلغ عدد الأسر 9,019 أسرة وعدد العائلات 7,347 عائلة مقيمة في المنطقة السكنية. في حين سجلت الكثافة السكانية 1,479.1 نسمة لكل كيلومتر مربع (3,830.9/ميل2). وبلغ عدد الوحدات السكنية 9,157 وحدة بمتوسط كثافة قدره 492.3 لكل كيلومتر مربع (1,275.1/ميل2).
وتوزع التركيب العرقي للمنطقة السكنية بنسبة 93.95% من البيض و 1.32% من الأمريكيين الأفارقة و 0.08% من الأمريكيين الأصليين و 2.87% من الأمريكيين ذوي الأصول الآسيوية و 0.04% من سكان جزر المحيط الهادئ و 0.69% من الأعراق الأخرى و 1.05% من عرقين مختلطين أو أكثر و 5.87% من الهسبانيون أو اللاتينيون من أي عرق.
بلغ عدد الأسر 9,019 أسرة كانت نسبة 42.4% منها لديها أطفال تحت سن الثامنة عشر تعيش معهم، وبلغت نسبة الأزواج القاطنين مع بعضهم البعض 68.8% من أصل المجموع الكلي للأسر، ونسبة 9.5% من الأسر كان لديها معيلات من الإناث دون وجود شريك، بينما كانت نسبة 3.2% من الأسر لديها معيلون من الذكور دون وجود شريكة وكانت نسبة 18.5% من غير العائلات. تألفت نسبة 14.3% من أصل جميع الأسر من عدة أفراد يعيشون في نفس المنزل ونسبة 3.9% كانت تتألف من شخص يعيش بمفرده يبلغ من العمر 65 عاماً أو أكثر. وبلغ متوسط حجم الأسرة المعيشية 3.04، أما متوسط حجم العائلات فبلغ 3.38.
بلغ العمر الوسطي للسكان 35.3 عاماً. وكانت نسبة 25.7% من القاطنين تحت سن الثامنة عشر، وكانت نسبة 8% بين الثامنة عشر والرابعة والعشرين عاماً، ونسبة 32.4% كانت واقعةً في الفئة العمرية ما بين الخامسة والعشرين والرابعة والأربعين عاماً، ونسبة 26.2% كانت ما بين الخامسة والأربعين والرابعة والستين، ونسبة 7.4% كانت ضمن فئة الخامسة والستين عاماً فما فوق. يوجد لكل 100 أنثى 94.8 ذكر، ويوجد لكل 100 أنثى في الثامنة عشر من عمرها فما فوق 92.0 ذكر.
بلغ متوسط دخل الأسرة في المنطقة السكنية 73,839 دولارًا، أما متوسط دخل العائلة فبلغ 77,608 دولارًا. وكان متوسط دخل الذكور 51,225 دولارًا مقابل 34,017 دولارًا للإناث. وسجل دخل الفرد الخاص بالمنطقة السكنية 27,880 دولارًا. وكانت نسبة 2.6% من العائلات ونسبة 3.1% من السكان تحت خط الفقر، وكان من هؤلاء نسبة 3.4% تحت سن الثامنة عشر ونسبة 4.5% في الخامسة والستين من العمر وما فوق.

### تعداد عام 2010
بلغ عدد سكان هولبرووك 27,195 نسمة بحسب تعداد عام 2010، وبلغ عدد الأسر 9,550 أسرة وعدد العائلات 7,284 عائلة مقيمة في المنطقة السكنية. في حين سجلت الكثافة السكانية 1,462.1 نسمة لكل كيلومتر مربع (3,786.8/ميل2). وبلغ عدد الوحدات السكنية 9,820 وحدة بمتوسط كثافة قدره 528 لكل كيلومتر مربع (1,367.5/ميل2).
وتوزع التركيب العرقي للمنطقة السكنية بنسبة 91.65% من البيض و1.60% من الأمريكيين الأفارقة و0.10% من الأمريكيين الأصليين و3.73% من الأمريكيين ذوي الأصول الآسيوية و0.01% من سكان جزر المحيط الهادئ و1.54% من الأعراق الأخرى و1.36% من عرقين مختلطين أو أكثر و8.50% من الهسبانيون أو اللاتينيون من أي عرق.
بلغ عدد الأسر 9,550 أسرة كانت نسبة 36.6% منها لديها أطفال تحت سن الثامنة عشر تعيش معهم، وبلغت نسبة الأزواج القاطنين مع بعضهم البعض 61.7% من أصل المجموع الكلي للأسر، ونسبة 10.6% من الأسر كان لديها معيلات من الإناث دون وجود شريك، بينما كانت نسبة 4% من الأسر لديها معيلون من الذكور دون وجود شريكة وكانت نسبة 23.7% من غير العائلات. تألفت نسبة 18.5% من أصل جميع الأسر من عدة أفراد يعيشون في نفس المنزل ونسبة 5.8% كانت تتألف من شخص يعيش بمفرده يبلغ من العمر 65 عاماً أو أكثر. وبلغ متوسط حجم الأسرة المعيشية 2.83، أما متوسط حجم العائلات فبلغ 3.25.
بلغ العمر الوسطي للسكان 40.1 عاماً. وكانت نسبة 23% من القاطنين تحت سن الثامنة عشر، وكانت نسبة 7.8% بين الثامنة عشر والرابعة والعشرين عاماً، ونسبة 27.3% كانت واقعةً في الفئة العمرية ما بين الخامسة والعشرين والرابعة والأربعين عاماً، ونسبة 29.9% كانت ما بين الخامسة والأربعين والرابعة والستين، ونسبة 12% كانت ضمن فئة الخامسة والستين عاماً فما فوق. وتوزع التركيب الجنسي للسكان بنسبة 48.2% ذكور و51.8% إناث.